# (824) Anastasia
Pour les articles homonymes, voir Anastasia.
(824) Anastasia est un astéroïde de la ceinture principale découvert le 25 mars 1916 par l'astronome russe Grigoriy Neujmin.
Sa désignation provisoire était 1916 ZH.